# Musik & Ungdom
Musik & Ungdom er en landsdækkende musikorganisation, der siden 1956 har arbejdet for at fremme børn og unges vilkår i musiklivet gennem koncerter og workshops på tværs af genrer og kommunegrænser. 
Medlemmerne tæller danske musikskoleelever samt kor og orkestre, og organisationen samarbejder med en lang række partnere inden for amatørmusikken, samtidig med at den lader børn og unge skabe deres egne musikprojekter. 
Musik & Ungdom er medlem af DUF og arbejder derigennem sammen med en række andre dansk ungdomsorganisationer. Musik & Ungdom er også den danske organisation af Jeunesses Musicales International, hvilket giver adgang til et internationalt netværk af organisationer der arbejder med musik og unge. Derudover har Musik & Ungdom et samarbejde med flere andre kulturelle foreninger som Folkemusiksammenslutningen, ORA, o.a.
Musik & Ungdom er bl.a. den danske kontakt til Orkester Norden, Nordens Blæsersymfonikere, JM World Orchestra, World Youth Choir, og Tysk-Skandinaviske Musikdage.